# Antiguo Japón
El Japón antiguo o antiguo Japón es lo que los historiadores entienden que se refiere a los periodos más primitivos de la historia japonesa. Dependiendo del punto de vista de estudio, este puede incluir o excluir el Paleolítico japonés acaecido durante la Edad de Piedra (100.000 a. C. - 10000 a. C.), así como los periodos Jomon (10000 a. C. - 300 a. C.) y Yayoi (900 a. C. - 300), que son nominados de acuerdo a lugares de las cercanías de Tokio de acuerdo a los hallazgos arqueológicos de cerámica que corresponden a dichos periodos. También incluye el periodo Kofun (250 - 238) que designa a los gigantescos túmulos de las tumbas reales de dicho periodo.
Alrededor del 10000 a. C. los habitantes del Japón desarrollaron la cultura jomon. Esta palabra del japonés traduce la «cuerda marcada» y se refiere a un estilo de diseño de la cerámica. La cerámica jomon fue la primera de ese tipo en el mundo. Los hombres de la cultura jomon eran cazadores, recolectores y pescadores y vivían en pequeñas tribus. Su cultura se extendió paulatinamente a todas las islas japonesas y después cultivarían también granos. La cultura jomon duraría hasta el 250 cuando fue desplazada abruptamente por la cultura yayoi originaria de Kyūshū.
Estos periodos fueron seguidos por lo que se conoce como el Japón clásico que comprende los periodos Asuka, Nara y Heian, cuando el budismo y la cultura de la China antigua fueron introducidos.

## Herramientas de piedra pulida y herramientas de pulido

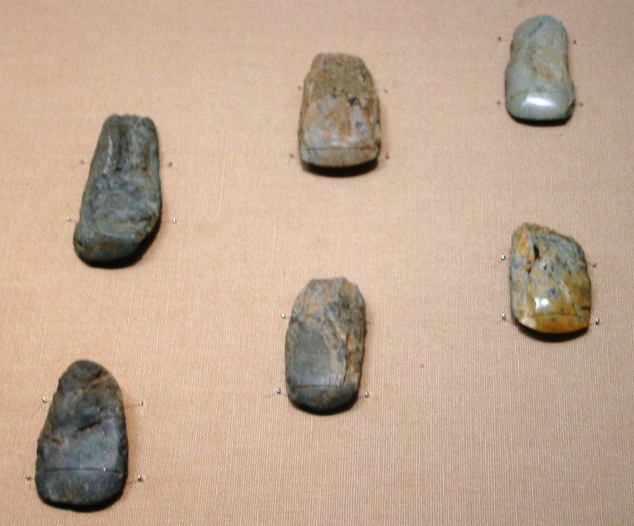
Herramientas de piedra pulida o ejes. Hinatabayashi sitio B, Shinanomachi, Nagano. Pre-Jōmon (Paleolítico) período, 30.000 a. C. Museo Nacional de Tokio.

Los japoneses del Paleolítico incorporan las herramientas de piedra pulida más antiguas conocidas en el mundo, de fecha a alrededor de 30.000 antes de Cristo, una tecnología típicamente asociada con el inicio del Neolítico , alrededor de 10 000 antes de Cristo, en el resto del mundo. 
No se sabe por qué este tipo de herramientas se crearon tan pronto en Japón, aunque el plazo se asocia con un cálido clima en todo el mundo (30,000-20,000 antes del presente), y las islas pueden haber beneficiado especialmente de ella.
Debido a esta originalidad, los japoneses del Paleolítico en Japón no coinciden exactamente con la definición tradicional  del Paleolítico de tecnología a base de piedra pulida. Los japoneses implementaron herramientas del Mesolítico y Neolítico, en el Paleolítico en un período tan temprano como 30.000 a. C.
- Datos: Q67175738